# Creștinism occidental

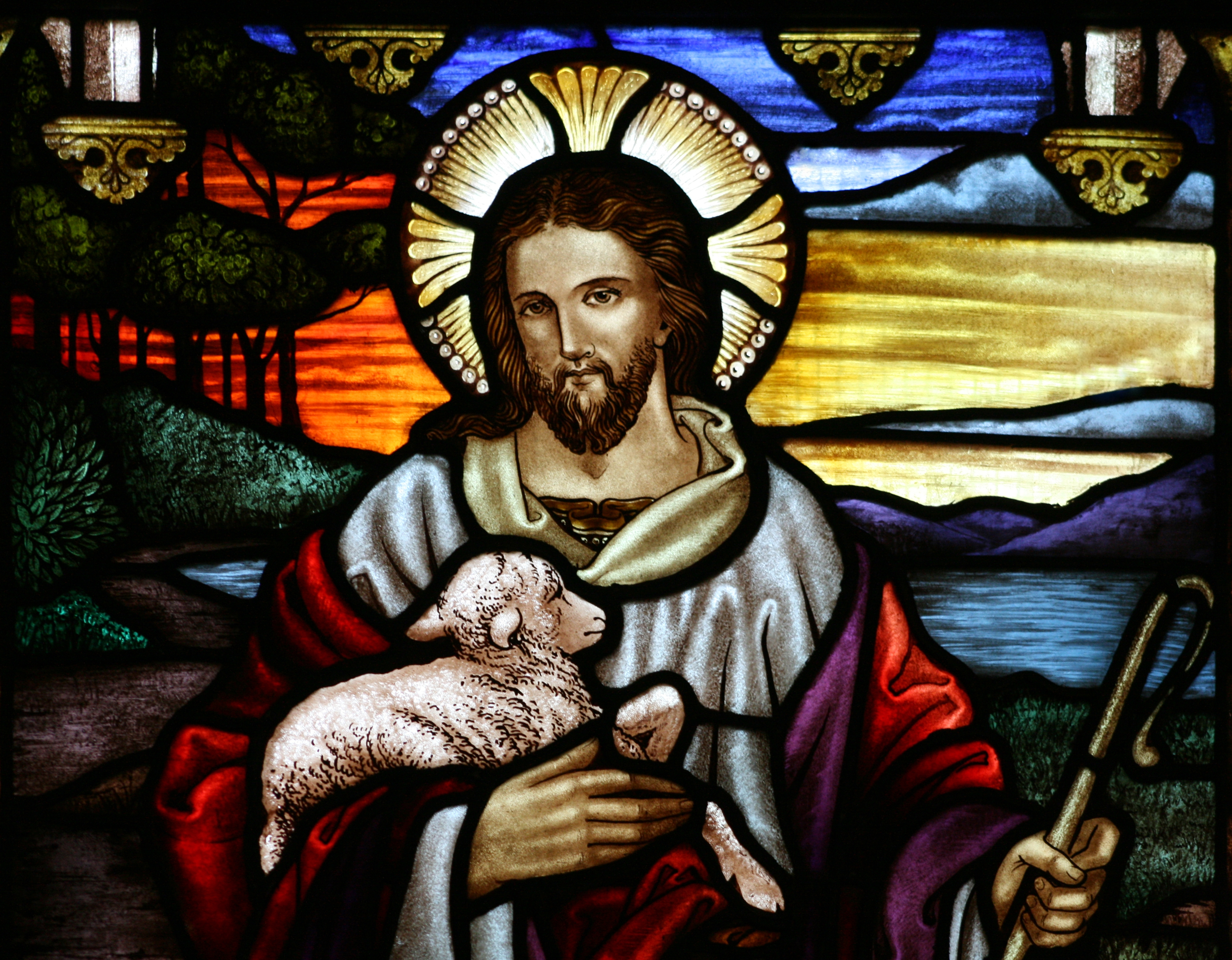
Bunul Păstor, vitraliu din biserica anglicană din Ashfield, Australia.

Creștinismul occidental sau creștinismul apusean este un termen istoric ce se referă la ramura vestică a creștinismului, ce cuprinde Biserica Romano-Catolică și Bisericile Protestante. Termenul de creștinism apusean este folosit complementar celui de creștinism răsăritean. Creștinismul occidental reunește aproximativ 80% din creștinii din întreaga lume.
Creștinătatea occidentală s-a dezvoltat și a ajuns predominantă în cele mai multe zone din Europa de Vest, Centrală și de Nord, câteva zone din Europa de Est, Africa de Nord, Africa de Sud și întreaga Australie, în America de Nord și în America de Sud.

## Confesiuni occidentale
- Biserica Romano-Catolică
- Biserica Evanghelică Luterană
- Biserica Anglicană
- Biserica Calvină
- alte confesiuni protestante și neoprotestante: metodiști, baptiști, anabaptiști, adventiști, penticostali etc.

## Caracteristici ale creștinismului occidental

### Păcatul originar
În creștinismul occidental, păcatul originar este perceput ca fiind păcatul făcut de Adam și Eva, transmis în mod ereditar, pe care îl au toți oameni. Această doctrină a fost introdusă de episcopul Augustin de Hipona, unul din Sfinții Părinți latini.

### Filioque
În anul 589 d.Hr., la Conciliul de la Toledo din Spania, mai mulți episcopi au hotărât ca în articolul din Crezul niceeano-constantinopolitan: cred întru Duhul Sfânt... care de la Tatăl purcede..., să se adauge și de la Fiul, această parte din Crez devenind: cred întru Duhul Sfânt... care de la Tatăl și de la Fiul purcede.... Aceast adaos se numește Filioque („și de la Fiul”), un adaos ce a fost reiterat în anul 809 prin Conciliul de la Aachen. Această idee are origini chiar mai vechi pornind de la învățăturile unor sfinți sau chiar a anumitor citate biblice.

### Data Paștelui
Data Paștelui diferă, de obicei, între creștinătatea apuseană și creștinătatea răsăriteană, deoarece calculele se bazează pe calendarul gregorian și respectiv calendarul iulian. Astfel Paștele este sărbătorit în creștinătatea occidentală mai devreme sau deodată cu creștinătatea răsăriteană.

### Rituri liturgice
- Ritul latin ;
- Ritul anglican ;
- Ritul tridentin ;
- Ritul suedez ;
- Ritul finlandez ;
- Ritul breton ;
- Ritul scoțian ;
- Ritul lyonez ;